# Плохой робот
«Плохой робот» (англ. BlinkyTM) — фантастический короткометражный фильм ужасов 2011 года, снятый Рори Робинсоном.

## Сюжет
События фильма происходят в недалеком будущем, где телевизорами во всю стену и роботами уже никого не удивишь. Родители мальчика по имени Алекс постоянно ссорятся. Семья стала рушиться прямо на его глазах и нет никого рядом, кто бы мог поддержать его в трудную минуту. И вот мальчику дарят друга — робота по имени Блинки. Поначалу Алекс очень радуется такому интересному подарку, но со временем он начинает понимать, что Блинки не решит всех его проблем и что его семья так и будет дальше разваливаться. Тогда он начинает вымещать всю злобу на роботе, даже не подозревая, на что способно такое, казалось бы, безобидное создание.

## В ролях
| Актёр          | Роль                     |
| -------------- | ------------------------ |
| Макс Рекордс   | Алекс Нэвилл             |
| Рори Робинсон  | Блинки (голос)           |
| Дженни Фонтана | Миссис Нэвилл            |
| Джеймс Нардини | Мистер Нэвилл            |
| Джо Чайлдс     | Блинки (захват движений) |